# Jenefer Blackwell
Jenefer Blackwell es Profesora de Parasitología Molecular en el “Telethon Kids Institute” de la en la Universidad de Australia Occidental. Estudia resistencia y susceptibilidad anfitrionas a enfermedades contagiosas.

## Primeros años y educación
Blackwell fue a la Universidad Metodista de Señoritas, Perth en 1961. Se graduó con “primeros honores” de Zoología de la Universidad de Australia Occidental en 1969, y su PhD en 1974. Su tesis doctoral: “La estructura del deme en la rana Crinia insignifera Moore”/”The structure of the deme in the frog Crinia insignifera Moore", considera la divergencia intraespecífica en las ranas de Australia Occidental.

## Investigación y carrera
Blackwell se mudó al Reino Unido en 1975 y trabajó en la Escuela de Higiene y Medicina Tropical de Londres por 17 años. Fue financiada por la beca de Wellcome Trust hasta 1991. En 1991 Blackwell ingresó a la  Universidad de Cambridge, donde recaudó fondos para desarrollar el “Cambridge Institute for Medical Research” como una Profesora de Parasitología Molecular  GlaxoSmithKline  Presidió el Consorcio del Genoma de Leishmania de la Organización Mundial de la Salud entre 1992 y 2003. Blackwell descubrió que la inmunidad mediada por células (“Cell-mediated immunity”) y es responsable del riesgo genético de la visceral leishmaniasisque permite el desarrollo de vacunas basadas en genoma. Ella ha contribuido con múltiples libros y revisado documentos sobre genómica y Leishmaniasis. Su investigación identificó que las infecciones causadas por el Leishmania donovani, Leishmania importantes y Leishmania mexicana “Leishmania major” y “Leishmania mexicana” son determinadas por los genes cercanos al H-11 locus.
En el 2007 regresó a la  Universidad de Australia Occidental y  estableció un laboratorio de genética en el “Telethon Kids Institute” donde está investigando sobre la infección de oído y enfermedades metabólicas, estudios sobre otitis media en los niños de Australia Occidental y su relación con el genoma, el uso de la  metabolómica en enfermedades emergentes y genética aborigen IHa identificado los factores de riesgo genético respecto a alto IMC, enfermedad cardíaca reumática y Diabetes Tipo 2 entre las comunidades aborígenes

## Premios y camaraderías
1994 - Sociedad británica para Parasitology Medalla Chris Wright
2000 - Medalla Leverhulme  (Real Sociedad)
2000 - Electa Miembro de la "Academia de Ciencias Médicas"
2009 - Doctorado honorario de la "Universidad de Jartum"
2015 - Electa Miembro de la"Academia australiana de Ciencia"
2015 -Premio Senior de Investigación del Vicerrector de la "Universidad de Australia Occidental"